# N972 (België)
De N972 is een gewestweg in de Belgische provincies Namen en Waals-Brabant. Deze weg verbindt Éghezée met Perwijs.
De totale lengte van de N972 bedraagt ongeveer 10 kilometer.

## Plaatsen langs de N972
- Éghezée
- Mehaigne
- Aische-en-Refail
- Perwijs